# 78386 Deuzelur
78386 Deuzelur è un asteroide della fascia principale. Scoperto nel 2002, presenta un'orbita caratterizzata da un semiasse maggiore pari a 2,6706411 au e da un'eccentricità di 0,0320327, inclinata di 5,65566° rispetto all'eclittica.